# تیم ملی بسکتبال دانمارک
تیم ملی بسکتبال دانمارک ، نماینده دانمارک در مسابقات بین‌المللی بسکتبال است.